# توشیاکی اوکوتامو
توشیاکی اوکوتامو (ژاپنی: 奥友 敏朗؛ زادهٔ ۱۳ اوت ۱۹۶۹) یک بازیکن فوتبال اهل ژاپن است.
از باشگاه‌هایی که در آن بازی کرده‌است می‌توان به باشگاه فوتبال کاشیما آنتلرز اشاره کرد.